# Chỉ số giá hàng hóa
Chỉ số giá hàng hóa là một chỉ số gia quyền cố định hoặc trung bình (gia quyền) của các giá cả hàng hóa có lựa chọn, có thể được dựa trên giá cả giao ngay hoặc giá cả tương lai. Nó được thiết kế để đại diện cho lớp tài sản hàng hóa rộng hoặc một phân lớp cụ thể của hàng hóa, chẳng hạn như năng lượng hoặc kim loại. Nó là một chỉ số theo dõi một rổ hàng hoá để đo hiệu suất của chúng. Các chỉ số này thường được giao dịch trên sàn giao dịch, cho phép các nhà đầu tư tiếp cận dễ dàng hơn với các hàng hóa mà không cần phải gia nhập vào thị trường tương lai. Giá trị của các chỉ số này dao động dựa trên hàng hóa cơ bản của chúng, và giá trị này có thể được giao dịch trên một cuộc trao đổi trong cách tương tự như tương lai chỉ số chứng khoán.
Các thành phần trong chỉ số giá hàng hóa có thể được nhóm lại thành các loại sau:
- Năng lượng (như than, dầu thô, rượu cồn, dầu khí, xăng, dầu sưởi, khí thiên nhiên, Prô-pan)
- Kim loại

* Kim loại cơ bản (chẳng hạn như chì, kẽm, niken, đồng)
* Kim loại quý (như vàng, bạc, bạch kim, palladium)
- Nông nghiệp

* Ngũ cốc (ví dụ như ca cao, ngô, yến mạch, gạo, đậu nành, lúa mì)
* Softs (như bơ, bông, sữa, nước cam)
* Chăn nuôi (như cừu, gia súc sống, thịt thăn lợn, thức ăn gia súc)
Các nhà đầu tư có thể chọn để có được một tiếp xúc thụ động với các chỉ số giá cả hàng hóa thông qua một hoán đổi hoàn vốn tổng thể. Những lợi thế của một tiếp xúc chỉ số hàng hóa thụ động bao gồm sự tương quan tiêu cực với các loại tài sản khác như cổ phiếu và trái phiếu, cũng như bảo vệ chống lại lạm phát. Những khó khăn bao gồm một lợi suất cuộn tiêu cực do hoãn thanh toán trong các hàng hóa nhất định, mặc dù điều này có thể được giảm bằng các kỹ thuật quản lý chủ động, chẳng hạn như giảm gia quyền của các thành phần nhất định (ví dụ như kim loại quý và kim loại cơ bản) trong chỉ số.